# سیاست‌های سبز
سیاست سبز یا اکوپولیتیک، یک ایدئولوژی سیاسی است که هدف آن ایجاد جامعه‌ای پایدار از نظر زیست‌محیطی است؛ جامعه‌ای که اغلب – ولی نه همیشه – بر پایهٔ محیط‌زیست‌گرایی، عدم خشونت، عدالت اجتماعی و دموکراسی مردمی بنا شده‌است. این ایده در دههٔ ۱۹۷۰ در جهان غرب شکل گرفت و از آن زمان، احزاب سبز در بسیاری کشورها پدید آمدند و به موفقیت‌هایی انتخاباتی دست یافتند.
اصطلاح سیاسی «سبز» نخستین‌بار دربارهٔ «دی گورونن» (به آلمانی: سبزها) به کار رفت که در اواخر دههٔ ۱۹۷۰ تشکیل شد. گاهی اصطلاح «بوم‌شناسی سیاسی» نیز در محافل دانشگاهی استفاده می‌شود، اما امروزه بیشتر به یک حوزهٔ میان‌رشته‌ای علمی اشاره دارد که علوم اجتماعی بوم‌شناختی را با اقتصاد سیاسی در موضوعاتی مانند تخریب و حاشیه‌نشینی، درگیری زیست‌محیطی، حفاظت و کنترل، و هویت‌ها و جنبش‌های اجتماعی محیط‌زیستی ترکیب می‌کند.
حامیان سیاست سبز، با بسیاری از ایده‌های جنبش حفاظت، جنبش زیست‌محیطی، جنبش فمینیست و جنبش صلح هم‌پوشانی دارند. علاوه بر دموکراسی و دغدغه‌های زیست‌محیطی، سیاست سبز به آزادی‌های مدنی، عدالت اجتماعی، عدم خشونت، گاه اشکال گوناگون محلی‌گرایی و معمولاً به ترقی‌خواهی نیز توجه دارد. در بیشتر کشورها، برنامهٔ احزاب سبز در طیف سیاسی در جناح چپ قرار می‌گیرد. این ایدئولوژی با سایر گرایش‌های سیاسی بوم‌محور، از جمله بوم‌فمینیسم، اکوسوسیالیسم، مهار رشد و آنارشیسم سبز نیز ارتباط دارد، هرچند میزان هم‌پوشانی آن‌ها محل بحث است. هم‌زمان با توسعهٔ فلسفهٔ سبز چپ‌گرا، جریان‌های دیگری در جناح راست نیز با مؤلفه‌های زیست‌محیطی شکل گرفتند که شامل سرمایه‌داری زیست‌محور و محافظه‌کاری سبز می‌شوند.

## کتابشناسی
- Wall, Derek (2010). The No-Nonsense Guide to Green Politics. Oxford: New Internationalist Publications. ISBN 978-1-906523-39-8.